# Erletal
Das Erletal liegt auf dem Gebiet der Stadt Endingen im Landkreis Emmendingen in Baden-Württemberg. Ein kleiner Teil des Tals ist zudem ein gleichnamiges Naturschutzgebiet im Naturraum Kaiserstuhl.

## Geographie

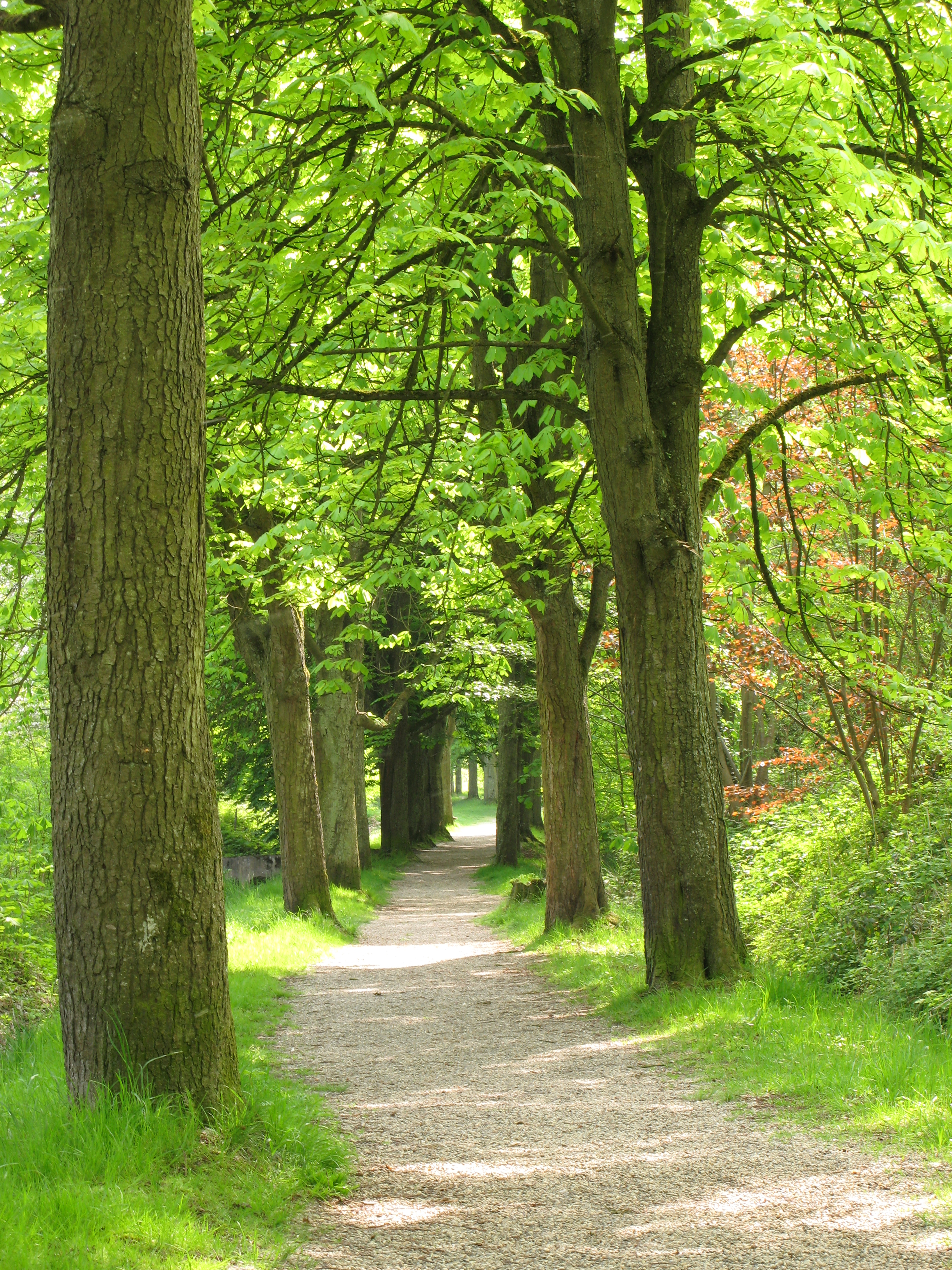
Allee im Erletal bei Endingen

Das Erletal liegt im nordöstlichen Kaiserstuhl bei Endingen. Es führt von der Stadt in Richtung Süden hoch zum Katharinenberg (492,4 m ü. NHN). Westlich des Tals befindet sich das Nächstental, welches zur Amolterer Heide führt. Am südlichen Rand und zwischen diesen Tälern, auf dem Ausläufer des Katharinenberges, sind in gut 360 m noch geringe Mauerreste der Koliburg zu entdecken.
Am südlichen Ortsausgang von Endingen befindet sich der Erleweiher, ein Naturweiher (ca. 60 × 60 m) mit einer Badewiese, einem Nichtschwimmerbereich und mit verschiedenen Sporteinrichtungen.
Vom Erleiher zieht sich entlang einiger weiterer Sportplätze eine Allee aus von mehr als 100 Kastanien durch das Tal bis hin zum Naturschutzgebiet, welches etwa 1,7 Kilometer von der Stadtmitte entfernt ist.

## Erleloch

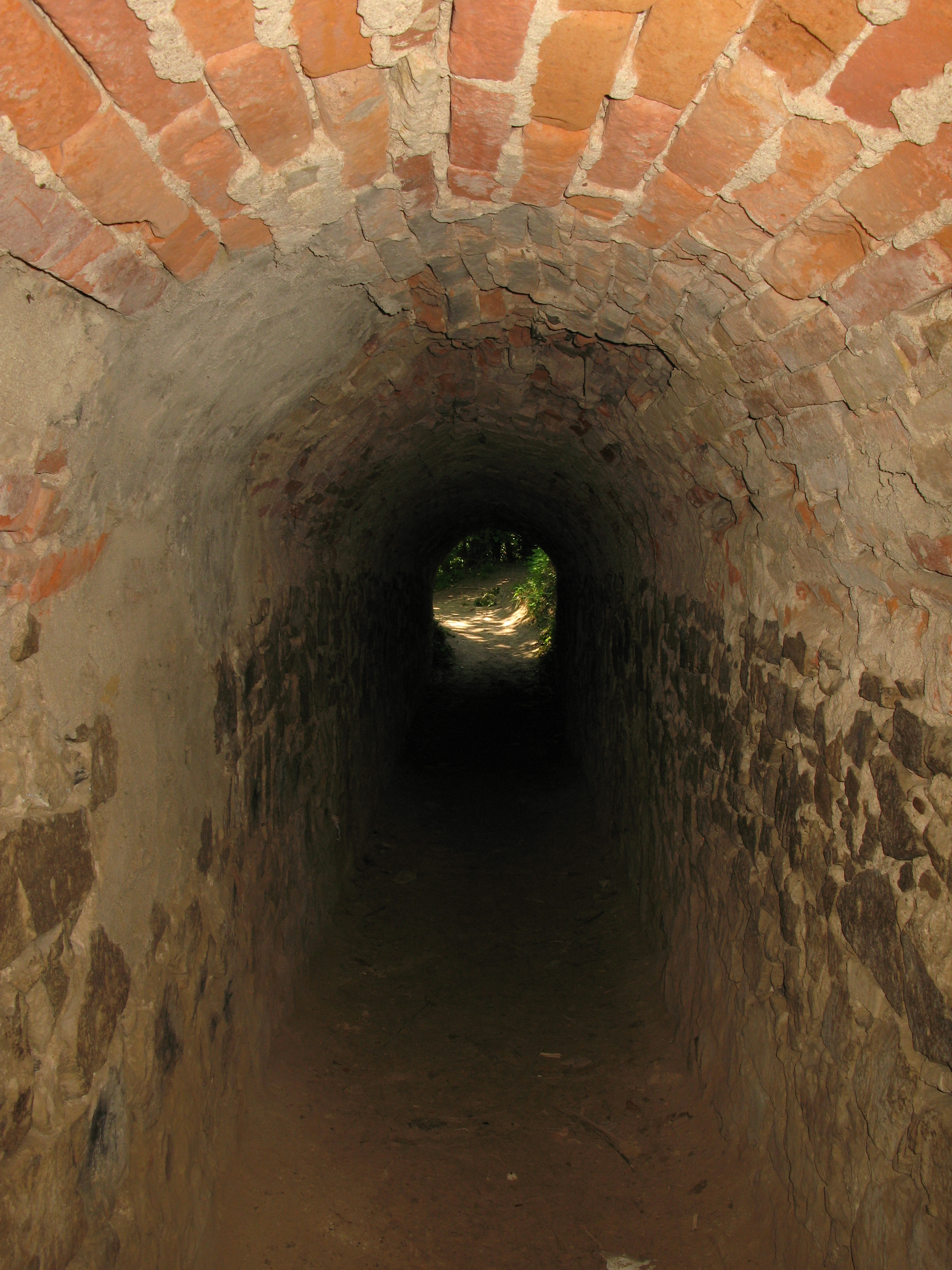
Erleloch (westlich)

Das Erleloch, nahe dem Schutzgebiet und vor dem Anstieg zum Katharinenberg, ist ein 100 Meter langer Stollen und ehemaliger Trinkwasserkanal und führt vom Erletal östlich durch den Brüstleberg in das parallel gelegene Riedbachtal. Als früher die Versorgung der Stadt Endingen mit Trinkwasser durch die Quellen im Erletal nicht mehr ausreichten, wurde 1788 dieser Kanal gegraben, damit Quellen aus dem Riedbachtal ausgenutzt werden konnten. Der Stollen ist im Ein- und Ausgang mit Buntsandstein ausgemauert und im Innern mit Steinen befestigt. Der fast mannshohe Tunnel kann heute begangen werden.

## Naturschutzgebiet

### Kenndaten

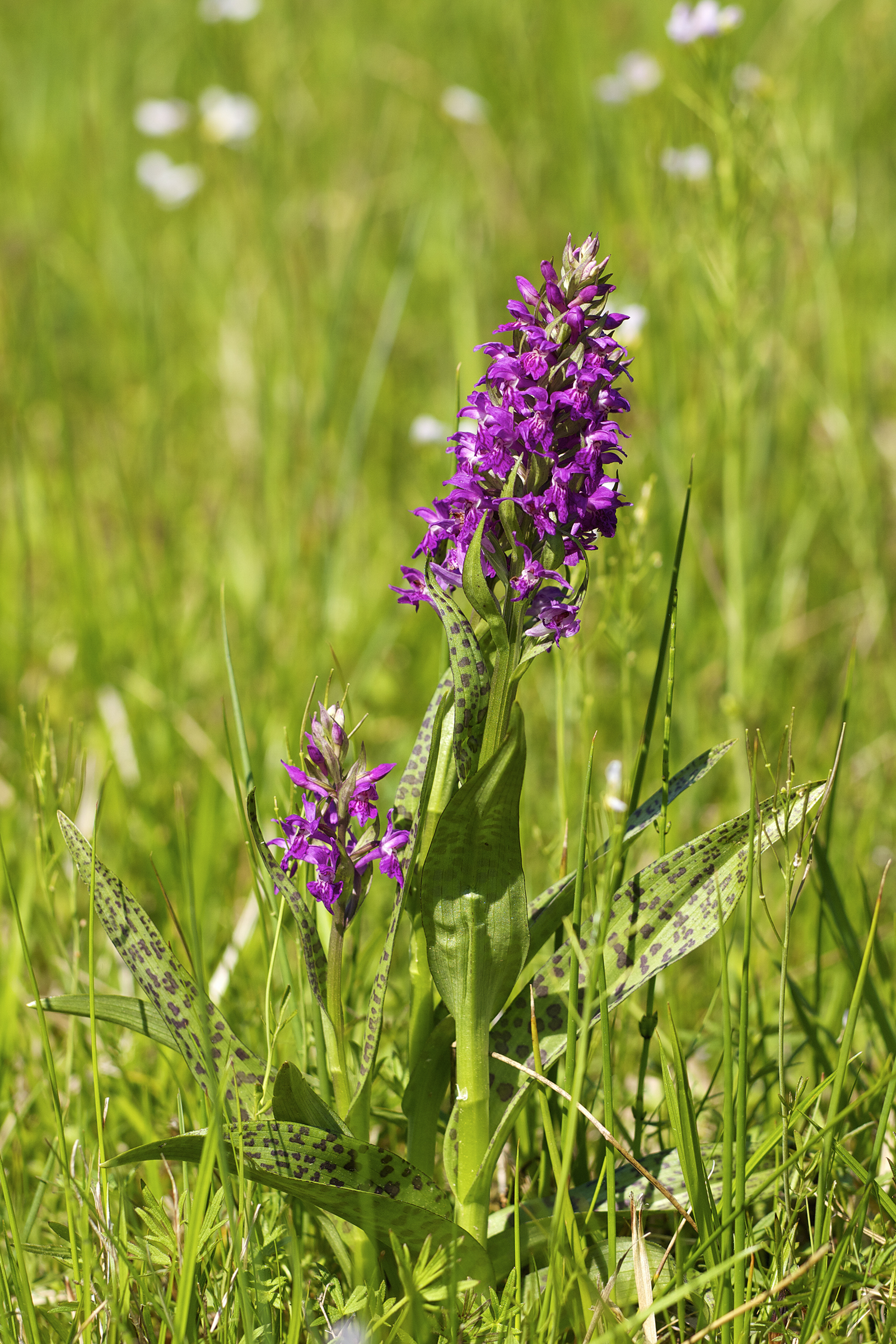
Breitblättriges Knabenkraut (Dactylorhiza majalis)

Das Naturschutzgebiet wurde per Verordnung am 10. Mai 1991 durch das Regierungspräsidium Freiburg ausgewiesen und hat eine Fläche von 2,3 Hektar. Es wird unter der Schutzgebietsnummer 3.180 geführt und ist in die IUCN-Kategorie IV, ein Biotop- und Artenschutzgebiet eingeordnet. Der CDDA-Code lautet 162998 und entspricht zugleich der WDPA-ID.

### Schutzzweck
Der Schutzzweck „ist die Erhaltung eines Feuchtgebietes als Lebensraum für mehrere seltene und gefährdete Pflanzengesellschaften mit zahlreichen in ihrem Bestand bedrohten Pflanzenarten.“

### Geologie und Entwicklung
In dieser Talmulde kam es aufgrund von Abschwemmungen des während der Eiszeiten angewehten Lösses zu einer Anreicherung der tonigen Bestandteile und damit Entwicklung einer dicht geschichteten und wenig wasserundurchlässigen Schicht, die eine kontinuierliche Stauung des Wassers durch Niederschläge als Folge hat. Das begünstigte die Entstehung von Wäldern mit Schwarz-Erlen und größeren Feuchtstandorten wie Feuchtwiesen. Mit Erweiterungen von Siedlungsflächen und Intensivierung der Landwirtschaft seit den 50er Jahren wurden in den angrenzenden Tälern, wie z. B. in dem Riedbachtal, die letzten bis dahin noch verbliebenen Feuchtgebiete im Kaiserstuhl entwässert und vernichtet.

### Flora und Fauna
Das Schutzgebiet, größtenteils umgeben von Wald und Reben, ist mit seinen Feuchtwiesen im Kaiserstuhl das letzte noch erhaltene Gebiet dieser Art. Es ist Heimat zahlreicher geschützter Tier- und Pflanzenarten. Im Gebiet findet sich ein kleinflächiges Mosaik aus Feucht- und Trockenwiesen, Streuwiesen, Kleinseggenrieden und Großseggenrieden, Schilfröhrichte, Hochstaudenfluren, Ufergehölzen und Bachvegetation.

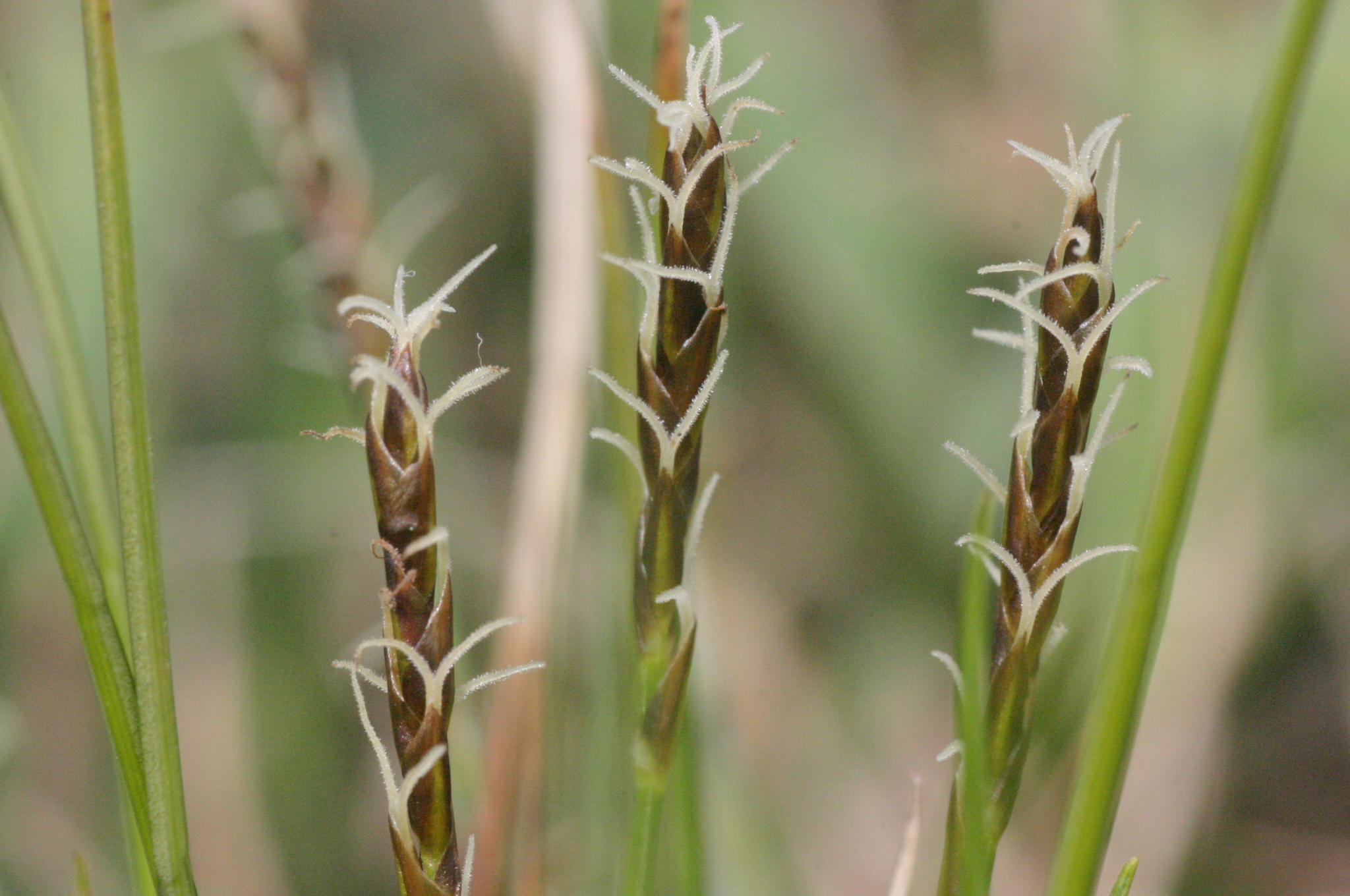
Davalls Segge (Carex davalliana), weibliche Blütenähren

Im Kaiserstuhl findet sich an dieser Stelle das einzige Davall-Seggen-Quellmoor (Caricetum davallianae). Es wird aus der namengebenden Davalls Segge gebildet. Die Davalls Segge erreicht Wuchshöhen zwischen 10 und 25 Zentimetern. Die Gesellschaft enthält unter anderem auch das auf der Roten Liste stehende Breitblättrige Wollgras. Beide Pflanzen sind in der Rheinebene und im Kaiserstuhl vom Aussterben bedroht.
Die gemähten Wiesen weisen ein außergewöhnliches hohes Aufkommen diverser Orchideen auf, auffallend sind z. B. der Reichtum des Breitblättrigen Knabenkrauts und der Sumpf-Stendelwurz. Vertreten sind auch der sonst im Kaiserstuhl selten vorkommende Große Wiesenknopf, die Kohldistel und der Wald-Engelwurz. Des Weiteren findet sich hier auch noch die in Deutschland gefährdete Prachtnelke.
Auf den Halbtrockenrasen wachsen die Aufrechte Trespe, die Bunte Kronwicke, die Dornige Hauhechel und aus der Familie der Orchideen der Hundswurz. Eine weitere Orchidee, die Mücken-Händelwurz gedeiht auch auf feuchteren Standorten, ebenso die Blaugrüne Segge aus der Familie der Sauergrasgewächse.
Auf den nicht, oder nur unregelmäßig gemähten Wiesen kommen in den Hochstaudenfluren aus der Reihe der eher hochwachsenden Gewächse der Gewöhnliche Gilbweiderich, die Riesen-Goldrute und der Wasserdost vor.

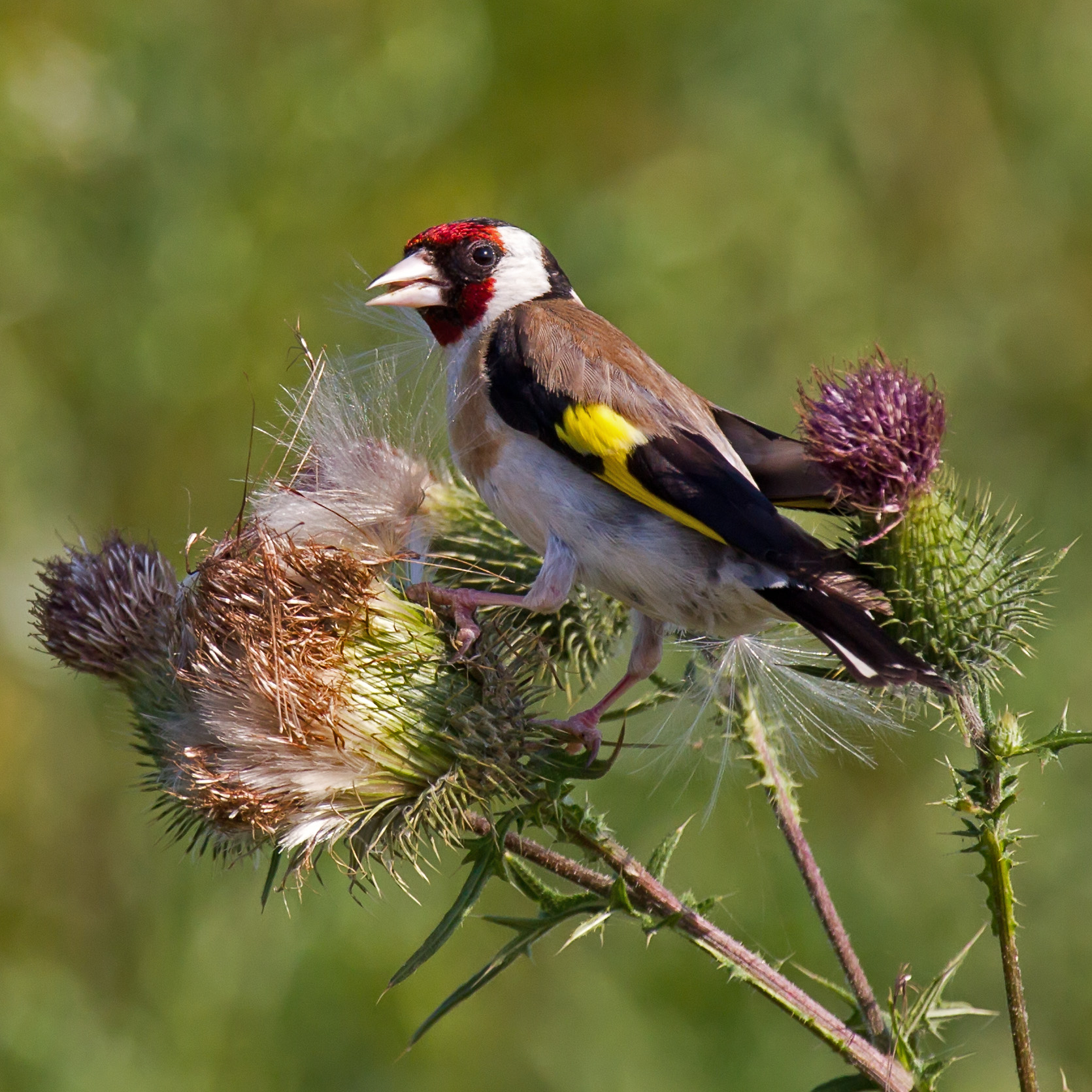
Stieglitz (Carduelis carduelis), Männchen

Das Naturschutzgebiet ist in Verbindung mit seiner Umgebung ein Biotop zahlreicher Vögel, der Pirol und die Turteltaube sind häufige Gäste. Ihren Lebensraum finden hier z. B. der aus der Familie der Finken stammende Stieglitz, der Hänfling und der Girlitz. Aus der Reihe der Insekten ist die Sumpfschrecke vertreten, da diese Feucht- und Nasswiesen bevorzugt. Schmetterlinge finden in den Hochstaudenfluren ihr wichtiges Nahrungshabitat.

## Wandern
Der Neunlindenpfad (Nord-Süd-Weg), ein klassischer Wanderweg des Kaiserstuhls, sowie der Kaiserstuhlpfad, ein Prädikatswanderweg, führen von Ihringen nach Endingen durch das Erletal.